# ATP Challenger Quito
Das ATP Challenger Quito (offizieller Name: Dove Men+Care Quito Challenger, vormals: Challenger ATP Trofeo Ciudad de Quito) war ein von 1995 bis 2014, 2017 sowie 2021 stattfindendes Tennisturnier in Quito. Es war Teil der ATP Challenger Tour und wurde im Freien auf Sand ausgetragen. Mit vier Siegen in der Einzelkonkurrenz gehört der Lokalmatador Giovanni Lapentti zu den erfolgreichsten Spielern des Turniers. Mit insgesamt fünf Turniersiegen, zwei in der Einzelkonkurrenz und drei in der Doppelkonkurrenz, gewann der US-Amerikaner Hugo Armando am meisten Titel in Quito.

## Bisherige Sieger

### Einzel
| Jahr                         | Sieger                | Finalgegner             | Ergebnis        |
| ---------------------------- | --------------------- | ----------------------- | --------------- |
| 2021                         | Facundo Mena          | Gonzalo Lama            | 6:4, 6:4        |
| 2018–2020: nicht ausgetragen |                       |                         |                 |
| 2017                         | Nicolás Jarry         | Gerald Melzer           | 6:3, 6:2        |
| 2015–2016: nicht ausgetragen |                       |                         |                 |
| 2014                         | Horacio Zeballos      | Nicolás Jarry           | 6:4, 7:69       |
| 2013                         | Víctor Estrella       | Marco Trungelliti       | 2:6, 6:4, 6:4   |
| 2012                         | João Souza            | Guillaume Rufin         | 6:2, 7:64       |
| 2011                         | Sebastián Decoud      | Daniel Muñoz de la Nava | 6:3, 7:63       |
| 2010                         | Giovanni Lapentti (4) | João Souza              | 2:6, 6:3, 6:4   |
| 2009                         | Carlos Salamanca      | Sebastián Decoud        | 7:64, 6:75, 6:4 |
| 2008                         | Giovanni Lapentti (3) | Riccardo Ghedin         | 6:4, 6:4        |
| 2007                         | Santiago Giraldo      | Giovanni Lapentti       | 7:64, 6:4       |
| 2006                         | Chris Guccione        | Guillermo Cañas         | 6:3, 7:64       |
| 2005                         | Thiago Alves          | Marcos Daniel           | 1:6, 7:61, 6:2  |
| 2004                         | Giovanni Lapentti (2) | Răzvan Sabău            | 6:4, 6:3        |
| 2003                         | Giovanni Lapentti (1) | Ricardo Mello           | 6:3, 6:78, 6:3  |
| 2002                         | Dick Norman           | Giovanni Lapentti       | 6:4, 6:3        |
| 2001                         | Hugo Armando (2)      | Luis Morejón            | 6:73, 6:3, 7:65 |
| 2000                         | Hugo Armando (1)      | Patricio Arquez         | 6:3, 6:4        |
| 1999                         | Nicolás Massú (2)     | Luis Morejón            | 6:2, 3:6, 6:3   |
| 1998                         | Nicolás Massú (1)     | Mariano Sánchez         | 3:6, 6:3, 6:0   |
| 1997                         | Mariano Puerta        | Ramón Delgado           | 6:1, 7:5        |
| 1996                         | Pablo Campana         | Luis Morejón            | 6:3, 6:2        |
| 1995                         | Luis Morejón          | Jérôme Golmard          | 6:4, 5:6 aufgg. |

### Doppel
| Jahr                         | Sieger                                    | Finalgegner                                | Ergebnis          |
| ---------------------------- | ----------------------------------------- | ------------------------------------------ | ----------------- |
| 2021                         | Alejandro Gómez Thiago Agustín Tirante    | Adrián Menéndez Mario Vilella Martínez     | 7:5, 6:75, [10:8] |
| 2018–2020: nicht ausgetragen |                                           |                                            |                   |
| 2017                         | Marcelo Arévalo Miguel Ángel Reyes Varela | Nicolás Jarry Roberto Quiroz               | 4:6, 6:4, [10:7]  |
| 2015–2016: nicht ausgetragen |                                           |                                            |                   |
| 2014                         | Marcelo Demoliner João Souza              | Duilio Beretta Martín Cuevas               | 6:4, 6:4          |
| 2013                         | Kevin King Juan-Carlos Spir               | Christopher Díaz Figueroa Carlos Salamanca | 7:5, 6:79, [11:9] |
| 2012                         | Juan Sebastián Cabal Carlos Salamanca     | Marcelo Demoliner João Souza               | 7:67, 7:64        |
| 2011                         | Juan Sebastián Gómez Maciek Sykut         | Andre Begemann Izak van der Merwe          | 3:6, 7:5, [10:8]  |
| 2010                         | Daniel Garza Eric Nunez                   | Alejandro González Carlos Salamanca        | 7:5, 6:4          |
| 2009                         | Santiago González (2) Travis Rettenmaier  | Michael Quintero Fernando Vicente          | 1:6, 6:3, [10:3]  |
| 2008                         | Hugo Armando (3) Leonardo Mayer           | Ricardo Mello Caio Zampieri                | 7:5, 6:2          |
| 2007                         | Brian Dabul Marcos Daniel                 | Hugo Armando Ricardo Mello                 | 4:6, 7:5, [10:7]  |
| 2006                         | Rogério Dutra da Silva Marcelo Melo       | Pablo Cuevas Horacio Zeballos              | 6:3, 6:4          |
| 2005                         | Hugo Armando (2) Glenn Weiner             | Paul Capdeville Adrián García              | 6:3, 6:1          |
| 2004                         | Santiago González (1) Alejandro Hernández | Łukasz Kubot Frank Moser                   | 2:6, 6:2, 6:4     |
| 2003                         | Ricardo Mello Alexandre Simoni            | Hugo Armando Ricardo Schlachter            | 6:3, 6:4          |
| 2002                         | Hugo Armando (1) Kepler Orellana          | Eduardo Bohrer Ronaldo Carvalho            | 6:2, 6:4          |
| 2001                         | Ricardo Schlachter Rogier Wassen          | Hugo Armando Diego del Río                 | 6:78, 6:4, 7:67   |
| 2000                         | Francisco Costa Irakli Labadse            | Eric Nunez Martin Stringari                | 6:2, 7:64         |
| 1999                         | Paulo Taicher Andrés Zingman              | Óscar Ortiz Marco Osorio                   | 7:5, 4:6, 7:5     |
| 1998                         | Adriano Ferreira Óscar Ortiz              | Kepler Orellana Jimy Szymanski             | 6:3, 6:4          |
| 1997                         | Bernardo Martínez Marco Osorio            | Ramón Delgado Martín García                | 6:4, 6:4          |
| 1996                         | Pablo Campana Nicolás Lapentti            | Nicola Bruno Mosé Navarra                  | 6:4, 6:4          |
| 1995                         | Ivan Baron Ian Williams                   | Pablo Campana Nicolás Lapentti             | 6:3, 3:6, 6:3     |